# Мендонка, Клайв
Клайв Пол Мендонка (англ. Clive Paul Mendonca; 9 сентября 1968, Ислингтон, Англия) — английский футболист, играющий на позиции нападающего.

## Карьера
Мендонка начал свою карьеру в команде «Шеффилд Юнайтед», а затем побывал в аренде в «Донкастер Роверс». В 1988 году Клайв перешел в «Ротерем Юнайтед», а затем, спустя три года, вернулся в «Шеффилд Юнайтед». Затем Мендонка перебрался в «Гримсби Таун» в 1992 году, первоначально, на правах аренды. Мендонка забил 60 мячей в 166 матчах за «Гримсби» и считается лучшим нападающим в новейшей истории клуба. Летом 1997 года Мендонка перебрался в «Чарльтон Атлетик» и забил двадцать восемь раз за «эддикс» в сезоне 1997/98, в том числе, хет-трик против любимой команды его детства «Сандерленд». Это произошло в раунде плей-офф на стадионе «Уэмбли».